# Base aerea di Smolensk-Severnyj
La base aerea di Smolensk Severnyj (in russo военный аэродром Смоленск-Северный?), anche nota come base aerea di Smolensk nord, si trova nell'Oblast' di Smolensk, in Russia, 4 km a nord della città di Smolensk. È un piccolo campo di volo precedentemente militare dotato anche di alcune piazzole di decollo per elicotteri e una fabbrica della Yakovlev sul lato sud-orientale. Ospita 28 aerei Ilyushin Il-76. È usato sporadicamente per ricevere aeromobili solo su particolare permesso della Agenzia Federale Russa per il Trasporto Aereo.

## Storia
Durante la guerra fredda ospitò gli aerei MiG-23P del 401º IAP (401º Reggimento Aereo da Intercettazione), reparto sciolto nel 1990 e sostituito con i MiG-23Ps assegnati al 412° IAP presso Dombarovskij. Ha anche ospitato gli aerei MiG-23 dell'871° IAP (871º Reggimento Aereo da Intercettazione); i Su-27 nel 1994, e nel 2003 i moderni aerei da caccia MiG-29. I servizi aerei sono forniti dal 103° Gv VTAP (103º Reggimento da Trasporto Aereo militare della Guardia) con i jet Ilyushin Il-76.

## Sviluppi futuri
Nel luglio 2011 il Governatore dell'Oblast' di Smolensk, Sergej Antuf'ef, ha annunciato che nelle intenzioni dell'amministrazione locale la base di Smolensk, attraverso una generale opera di risistemazione della struttura, dovrebbe diventare un aeroporto civile con apertura a regolari voli di linea e dotato dei sistemi di atterraggio strumentale necessari ad essere operativo 24 ore al giorno. L'accordo d'intenti per la realizzazione del progetto di sviluppo dell'aviazione civile a Smolensk è stato discusso durante la visita del Presidente russo nell'aprile del 2011.

## Incidenti
- 10/4/2010: un Tupolev Tu-154 dell'aviazione polacca che trasportava il Presidente della Polonia Lech Kaczyński, la moglie Maria e una delegazione ufficiale comprendente molti membri di spicco dello Stato polacco, si schianta al suolo durante un tentativo di atterraggio alla base aerea di Smolensk. Tutte le 96 persone a bordo muoiono nell'impatto.[4]